# Barbara Rittner
Barbara Rittner (Krefeld, Alemanya Occidental, 25 d'abril de 1973) és una exjugadora professional de tennis alemanya.
Va guanyar dos títols individuals i tres més en dobles al llarg de la seva carrera, i va arribar a les posicions 24 i 23 dels rànquings respectivament. Entre els dos títols individuals hi ha nou anys de diferència, que en aquell moment va esdevenir la segona diferència més gran entre dos títols consecutius. Va ser jugadora habitual de l'equip alemany de la Copa Federació, i en va guanyar l'edició de 1992.
Després de la seva retirada va començar a treballar per la federació de tennis alemanya en diferents càrrecs. Va ser nomenada capitana de l'equip alemany de la Copa Federació (2005), també en va ser la directora tècnica d'entrenadors, i la directora del torneig de Berlín creat l'any 2020.

## Palmarès: 6 (2−3−1)

### Individual: 5 (2−3)
| Llegenda                     |
| ---------------------------- |
| Grand Slam (0−0)             |
| WTA Tour Championships (0−0) |
| Tier I (0−0)                 |
| Tier II (0−0)                |
| Tier III (0−1)               |
| Tier IV (0−1)                |
| Tier V (2−1)                 |

| Títols per superfície |
| --------------------- |
| Dura (1−0)            |
| Gespa (0−0)           |
| Terra batuda (1−1)    |
| Moqueta (0−2)         |

| Resultat   | Núm. | Data                   | Torneig                         | Superfície   | Oponent         | Marcador         |
| ---------- | ---- | ---------------------- | ------------------------------- | ------------ | --------------- | ---------------- |
| Finalista  | 1.   | 23 de setembre de 1991 | Sant Petersburg, Unió Soviètica | Moqueta (i)  | Larisa Neiland  | 6−3, 3−6, 4−6    |
| Guanyadora | 1.   | 24 d'agost de 1992     | Schenectady, Estats Units       | Dura         | Brenda Schultz  | 7−6(3), 6−3      |
| Finalista  | 2.   | 26 de juliol de 1993   | San Marino, San Marino          | Terra batuda | Marzia Grossi   | 6−3, 5−7, 1−6    |
| Finalista  | 3.   | 20 de febrer de 1995   | Linz, Àustria                   | Moqueta (i)  | Jana Novotná    | 7−6(6), 3−6, 4−6 |
| Guanyadora | 2.   | 13 de maig de 2001     | Anvers, Bèlgica                 | Terra batuda | Klára Koukalová | 6−3, 6−2         |

### Dobles: 13 (3−10)
| Llegenda                     |
| ---------------------------- |
| Grand Slam (0−0)             |
| WTA Tour Championships (0−0) |
| Tier I (0−1)                 |
| Tier II (2−2)                |
| Tier III (1−4)               |
| Tier IV (0−3)                |
| Tier V (0−0)                 |

| Títols per superfície |
| --------------------- |
| Dura (1−4)            |
| Gespa (0−0)           |
| Terra batuda (1−5)    |
| Moqueta (1−1)         |

| Resultat   | Núm. | Data                   | Torneig                    | Superfície   | Parella            | Oponents                           | Marcador      |
| ---------- | ---- | ---------------------- | -------------------------- | ------------ | ------------------ | ---------------------------------- | ------------- |
| Guanyadora | 1.   | 3 de febrer de 1992    | Essen, Alemanya            | Moqueta (i)  | Katerina Maleeva   | Sabine Appelmans Claudia Porwik    | 7−5, 6−3      |
| Finalista  | 1.   | 4 de maig de 1992      | Roma, Itàlia               | Terra batuda | Katerina Maleeva   | Monica Seles Helena Suková         | 1−6, 2−6      |
| Finalista  | 2.   | 26 de juliol de 1993   | San Marino, San Marino     | Terra batuda | Florencia Labat    | Sandra Cecchini Patricia Tarabini  | 3−6, 2−6      |
| Finalista  | 3.   | 23 d'agost de 1993     | Schenectady, Estats Units  | Dura         | Florencia Labat    | Rachel McQuillan Claudia Porwik    | 6−4, 4−6, 2−6 |
| Finalista  | 4.   | 26 de juliol de 1996   | Palerm, Itàlia             | Terra batuda | Florencia Labat    | Janette Husárová Barbara Schett    | 1−6, 2−6      |
| Finalista  | 5.   | 21 d'octubre de 1996   | Luxemburg, Luxemburg       | Moqueta (i)  | Dominique Monami   | Kristie Boogert Nathalie Tauziat   | 6−2, 4−6, 2−6 |
| Finalista  | 6.   | 6 de gener de 1997     | Hobart, Austràlia          | Dura         | Dominique Monami   | Naoko Kijimuta Nana Miyagi         | 3−6, 1−6      |
| Guanyadora | 2.   | 9 d'abril de 2001      | Estoril, Portugal          | Terra batuda | Květa Peschke      | Tina Križan Katarina Srebotnik     | 6−3, 6−2      |
| Finalista  | 7.   | 1 de maig de 2001      | Hamburg, Alemanya          | Terra batuda | Květa Peschke      | Cara Black Elena Likhovtseva       | 2−6, 6−4, 2−6 |
| Finalista  | 8.   | 24 de setembre de 2001 | Leipzig, Alemanya          | Dura (i)     | Květa Peschke      | Elena Likhovtseva Nathalie Tauziat | 4−6, 2−6      |
| Guanyadora | 3.   | 18 de febrer de 2002   | Dubai, Emirats Àrabs Units | Dura         | María Vento Kabchi | Sandrine Testud Roberta Vinci      | 6−3, 6−2      |
| Finalista  | 9.   | 8 d'abril de 2002      | Estoril                    | Terra batuda | María Vento Kabchi | Elena Bovina Zsófia Gubacsi        | 3−6, 1−6      |
| Finalista  | 10.  | 21 d'octubre de 2002   | Luxemburg (2)              | Dura (i)     | Květa Peschke      | Kim Clijsters Janette Husárová     | 6−4, 3−6, 5−7 |

### Equips: 1 (1−0)
| Resultat   | Núm. | Data                 | Torneig                             | Superfície   | Equip                              | Oponents                                  | Marcador |
| ---------- | ---- | -------------------- | ----------------------------------- | ------------ | ---------------------------------- | ----------------------------------------- | -------- |
| Guanyadora | 1.   | 19 de juliol de 1992 | Copa Federació, Frankfurt, Alemanya | Terra batuda | Sabine Hack Anke Huber Steffi Graf | Conchita Martínez Arantxa Sánchez Vicario | 2−1      |

## Trajectòria

### Individual
| Open d'Austràlia | A   | 2R | 2R | 3R          | 3R          | 1R          | 2R | 1R          | 2R          | A           | 1R  | 4R          | 3R          | 1R          | A   | 0 / 12 | 13 − 12 |
| Roland Garros | A   | 1R | 2R | 3R          | 3R          | 1R          | 4R | 1R          | 3R          | 2R          | 2R  | 2R          | 2R          | 1R          | 2R  | 0 / 14 | 15 − 14 |
| Wimbledon | A   | 1R | 3R | 2R          | 3R          | A           | 1R | 2R          | 2R          | 2R          | 1R  | 2R          | 2R          | 1R          | A   | 0 / 12 | 10 − 12 |
| US Open | A   | 3R | 1R | 3R          | 3R          | 1R          | 3R | 1R          | 1R          | 1R          | A   | 2R          | 1R          | 1R          | A   | 0 / 12 | 9 − 12  |
| Jocs Olímpics | NC  | NC | 3R | No celebrat | No celebrat | No celebrat | A  | No celebrat | No celebrat | No celebrat | A   | No celebrat | No celebrat | No celebrat | A   | 0 / 1  | 2 – 1   |
| Rànquing a final d'any | 110 | 43 | 29 | 34          | 40          | 52          | 47 | 71          | 66          | 59          | 101 | 68          | 66          | 118         | 233 |        |         |
| Llegenda: G: Guanyadora; F: Finalista; SF: Semifinalista; QF: Quarts de final; Q: Qualificació; A: Absent; RR: Round Robin |     |    |    |             |             |             |    |             |             |             |     |             |             |             |     |        |         |

### Dobles
| Open d'Austràlia | A   | 1R  | 2R | 1R | 1R  | 1R  | A  | 3R | 2R  | A  | 1R  | 1R | 2R | 3R | A   | 0 / 11 | 7 − 11 |
| Roland Garros | A   | A   | 3R | 1R | A   | A   | A  | 1R | 2R  | 1R | 2R  | 3R | 2R | 1R | 1R  | 0 / 10 | 7 − 10 |
| Wimbledon | A   | A   | 3R | 1R | 2R  | A   | A  | 2R | 1R  | 2R | 2R  | 3R | 1R | 2R | 1R  | 0 / 11 | 9 − 11 |
| US Open | A   | A   | 1R | 2R | 1R  | A   | 2R | 1R | 1R  | 2R | 2R  | 3R | 1R | 1R | A   | 0 / 12 | 9 − 12 |
| Rànquing a final d'any | 246 | 179 | 42 | 55 | 154 | 212 | 72 | 72 | 100 | 49 | 134 | 24 | 62 | 69 | 195 |        |        |
| Llegenda: G: Guanyadora; F: Finalista; SF: Semifinalista; QF: Quarts de final; Q: Qualificació; A: Absent; RR: Round Robin |     |     |    |    |     |     |    |    |     |    |     |    |    |    |     |        |        |